# Muzej revolucije u Splitu
Muzej revolucije je bivša muzejska ustanova u Splitu. 
Koncem 1970-ih odnosno 1980. bio je smješten u adaptiranoj zgradi Stare bolnice. Ukinut je 1991. godine. Zgrada Stare bolnice postala je Muzej revolucije prema projektu Vuke Bombardellija, pri čemu je doživjela ozbiljnu rekonstrukciju i izgubila izvorne arhitektonske vrijednosti.